# Kościół Opieki św. Józefa w Krakowie
Kościół Opieki św. Józefa – zabytkowy rzymskokatolicki kościół parafialny oraz konwentualny karmelitanek bosych znajdujący się w Krakowie w dzielnicy I Stare Miasto przy ulicy Łobzowskiej 40, na Piasku.
Zbudowano na terenie dawnej willi z ogrodem ofiarowanej siostrom karmelitankom bosym po przymusowym opuszczeniu przez nie Poznania i przybyciu do Krakowa w 1874 roku.
Obecny kompleks zabudowań kościelno-klasztornych powstał w stylu modernizmu w latach 1903–1905, zaprojektowali go dwaj krakowscy architekci Tadeusz Stryjeński i Franciszek Mączyński. Wyposażenie kościoła jest neogotyckie.

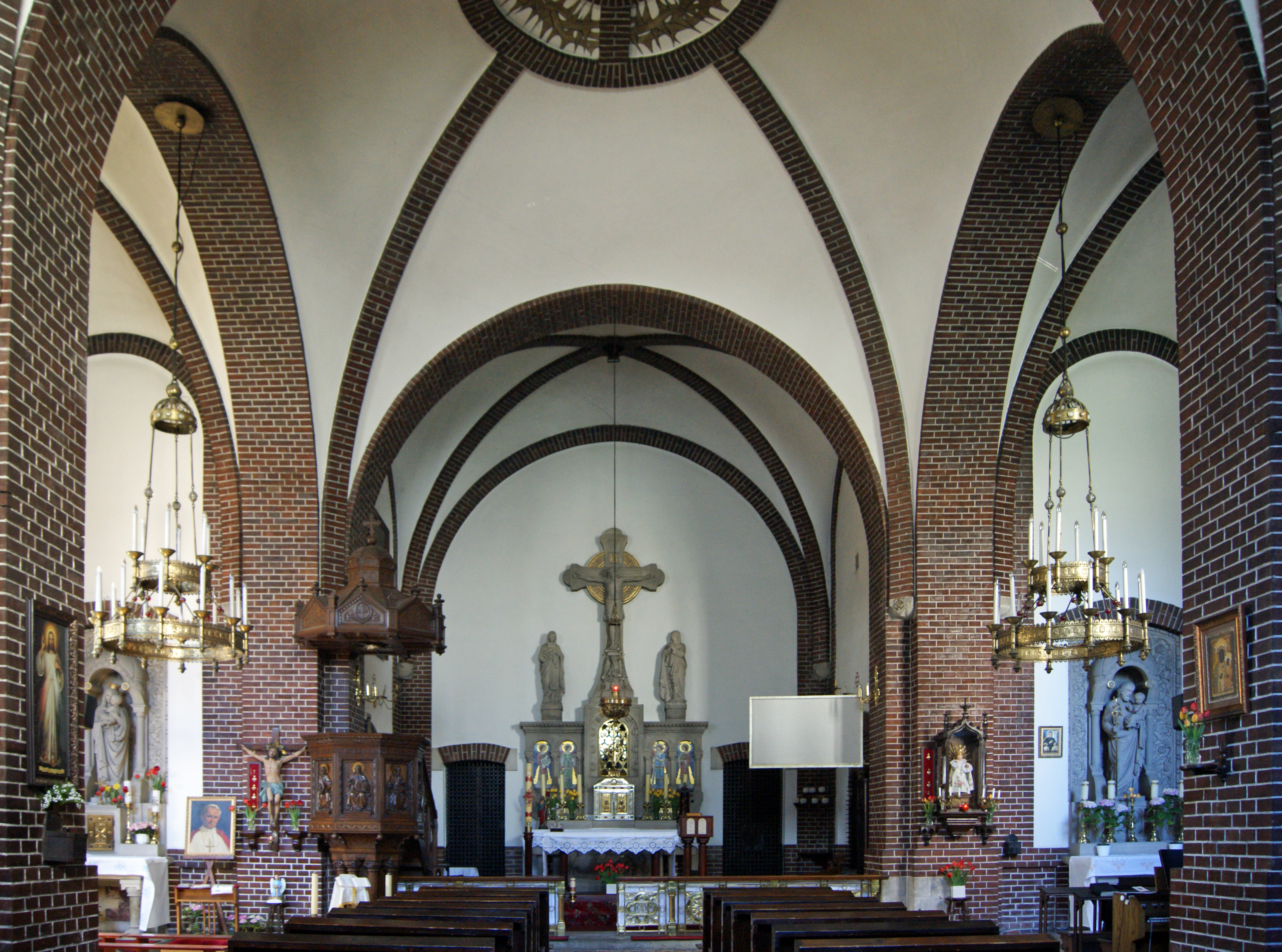
Wnętrze kościoła
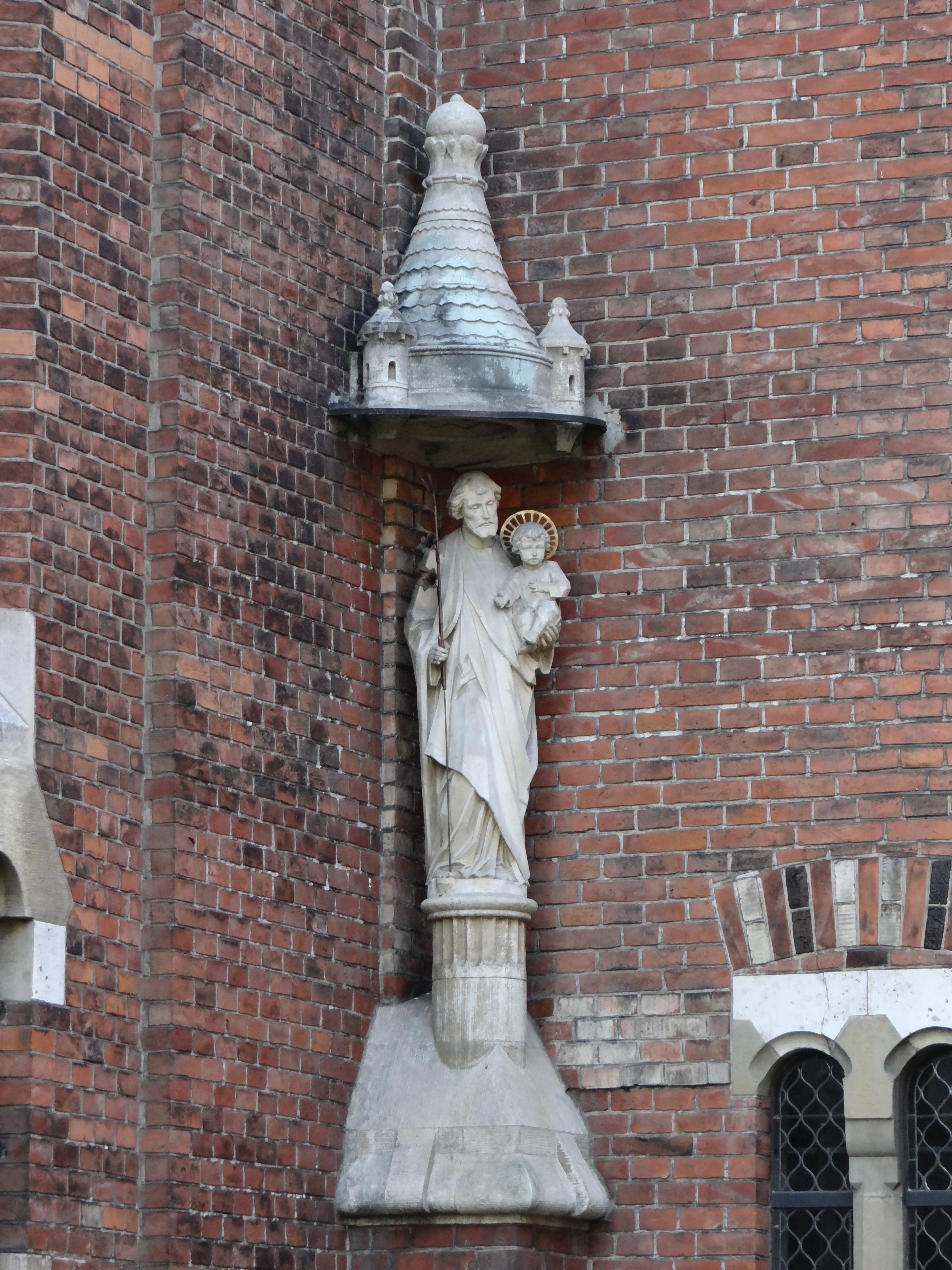
Figura św. Józefa z Jezusem na elewacji świątyni